# Gebeardo I di Querfurt
Gebeardo I di Querfurt (attorno al 970 – attorno al 1017) fu signore di Querfurt appartenente all'omonima dinastia.
Era il figlio del conte Bruno il Vecchio di Querfurt-Schrapelau e Ida (una Ecbertina?).

## Matrimonio e figli
Sposò una figlia di Burcardo IV di Hassegau dal nome sconosciuto. Essi ebbero:
- Ida, che sposò Bernardo, conte di Supplinburgo († intorno al 1069);
- Burcardo I.